# Акантоліда сланцева
Акантолі́да сла́нцева (Acantholyda pumilionis) — комаха ряду перетинчастокрилих.  Один з близько 40 видів голарктичного роду; один з 5 видів роду у фауні України.

## Поширення
В Україні: Українські Карпати (хр. Чорногора). Ареал виду охоплює гірські системи Центральної, та Східної Європи (Альпи, Карпати).

## Місця перебування
Субальпійське (на висоті до 1800 м над рівнем моря) криволісся сосни гірської.

## Чисельність та причини її зміни
Чисельність дуже низька (поодинокі особини). Причини зміни чисельності нез'ясовані.

## Особливості біології
Імаго зустрічається в червні — липні. Личинки розвиваються в липні — вересні, іноді навіть на початку жовтня, живуть у тонкостінних павутинних трубках на гілках сосни гірської між хвоєю, якою вони живляться.

## Охорона
Акантоліда сланцева була занесена до 2-го видання Червоної книги України (1994), проте не була включена до 3-го видання (2009). Охороняється у складі ентомокомплексів субальпійського криволісся в Карпатському біосферному заповіднику. Необхідно з'ясувати причини зміни чисельності. Розмноження у неволі не досліджувалось.